# Старая Красношора
Старая Красношора (укр. Стара Красношора) — село в Красноильской поселковой общине Черновицкого района Черновицкой области Украины.
До 2020 года входило в Сторожинецкий район
Население по переписи 2001 года составляло 745 человек. Почтовый индекс — 59023. Телефонный код — 3735. Код КОАТУУ — 7324589601.